# لی جی-های
لی جی-های (به انگلیسی: Lee Ji-hye) (زاده ۱۱ ژانویهٔ ۱۹۸۰) خواننده و بازیگر اهل کره جنوبی است.